# Christian Würtz

Christian Würtz (nascido em 31 de maio de 1971 em Karlsruhe ) é um clérigo alemão, advogado da Igreja e nomeado bispo auxiliar católico romano da Arquidiocese de Freiburg .

## Vida
Christian Würtz nasceu em Karlsruhe e cresceu lá. Depois de se formar no ensino médio e do serviço à comunidade, estudou 1991-1996 lei no Ruprecht-Karls-Universidade de Heidelberg e da Universidade de Karlsruhe (TH) e passou dois anos como advogado estagiário envolvido. Ele estava com uma dissertação sobre 2002 Johann Nicolaus Friedrich Brauer para doutor da lei doutorado.
De 1998 a 2004, estudou teologia na Albert-Ludwigs-Universität Freiburg e na Julius-Maximilians-Universität Würzburg . Em 14 de maio 2006, ele recebeu a Catedral Freiburg , a ordenação . Ele era então vigário em Gammertingen . Em 2008, Würtz retornou à Universidade de Freiburg como assistente de pesquisa no campo da História da Igreja Média e Moderna , especialmente a História da Piedade e da História da Igreja. Em 2011, ele se tornou Doutor theologiae com uma dissertação sobre a formação de sacerdotes durante o Terceiro Reich na Arquidiocese de Friburgo.PhD. De 2010 a 2018 ele foi o primeiro administrador paroquial e depois vigário da unidade pastoral Frente Kinzigtal . A partir de 2013, Christian Würtz também assumiu a tarefa como juiz diocesano no Oficialmente Arcebispo de Friburgo.
Em maio de 2018 Würtz tornou-se reitor da cidade do deanery Freiburg nomeado em setembro 2018 ele assumiu funções como ministro catedral na catedral. Em 13 de julho, 2018 nomeado Arcebispo Stephan Burger também novo ministro da catedral para o residente canon no Metropolitan Church Freiburg .
Em 26 de abril de 2019 o Papa nomeou Francis ao titular da Germania, Dacia e bispo auxiliar em Freiburg. A ordenação episcopal pelo diretor consagrante Arcebispo Stephan Burger na catedral de Freiburg está prevista para 30 de junho de 2019. Como lema episcopal Würtz tem a partir do Evangelho de Mateus verso originária "Adveniat Regnum tuum" (Venha o teu reino) da Oração do Senhor -Gebet selecionado ( Mt 6,10  UE ). Com a sua ordenação episcopal, ele é o mais jovem bispo da Igreja Católica Romana na Alemanha.